# Pseudoheteronyx helaeoides
Pseudoheteronyx helaeoides är en skalbaggsart som beskrevs av Blackburn 1892. Pseudoheteronyx helaeoides ingår i släktet Pseudoheteronyx och familjen Melolonthidae. Inga underarter finns listade i Catalogue of Life.